# 马德罗大街

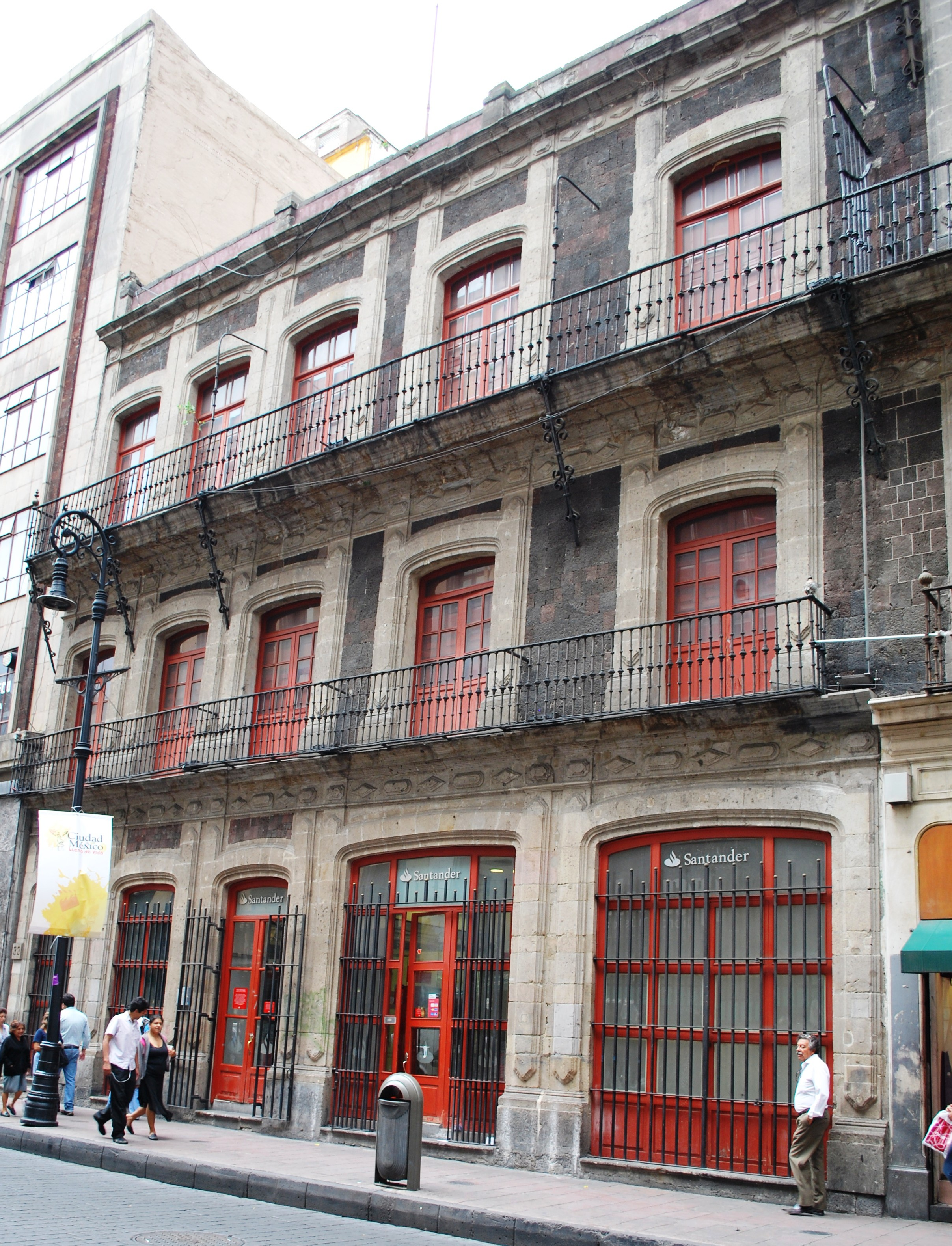
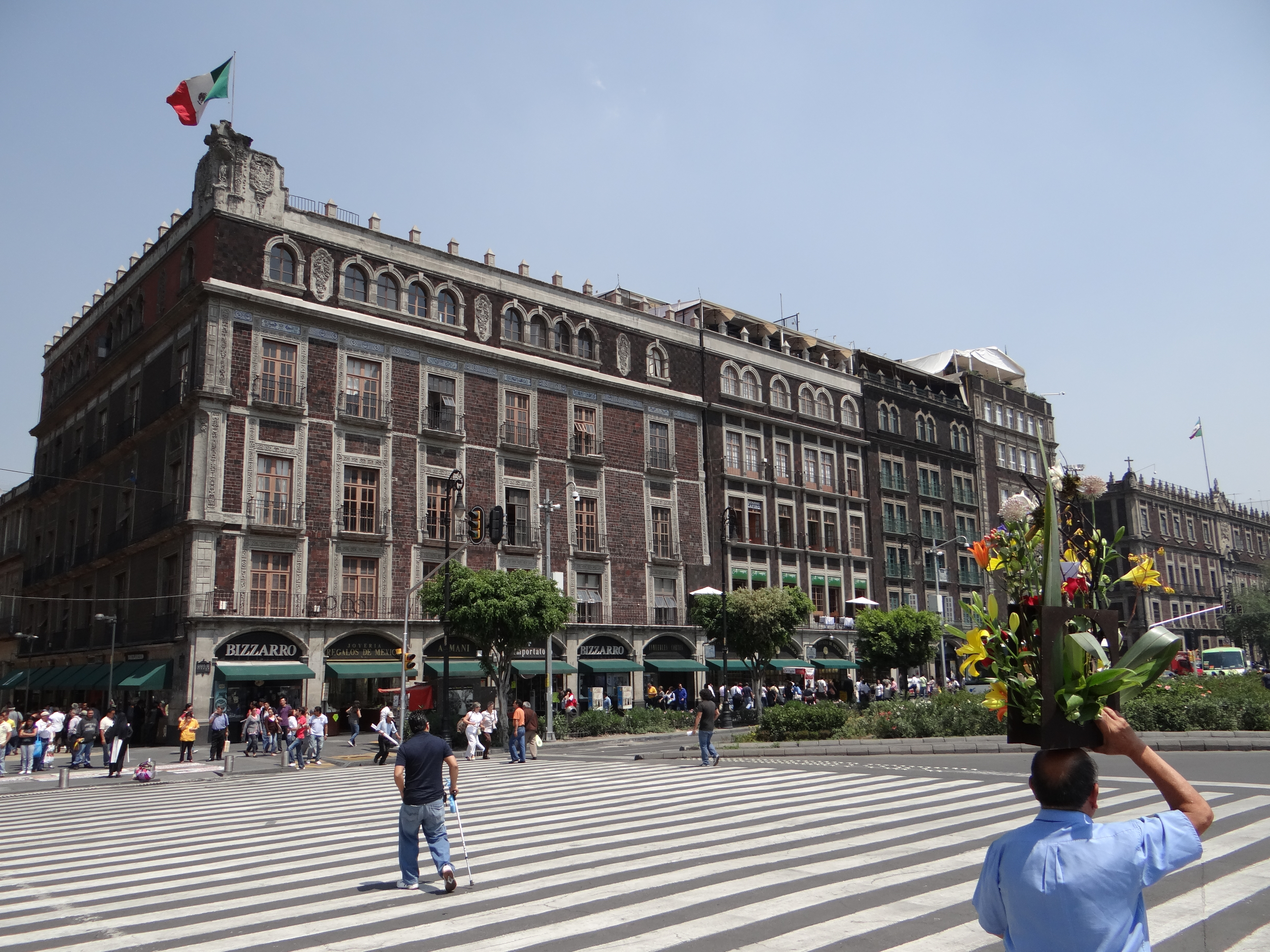
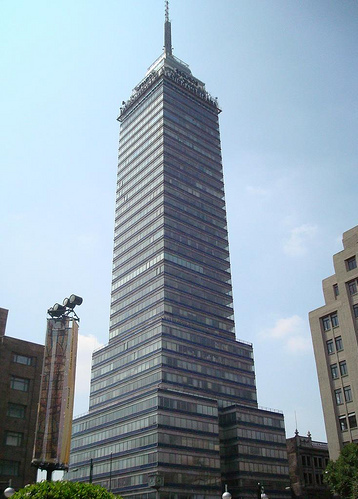
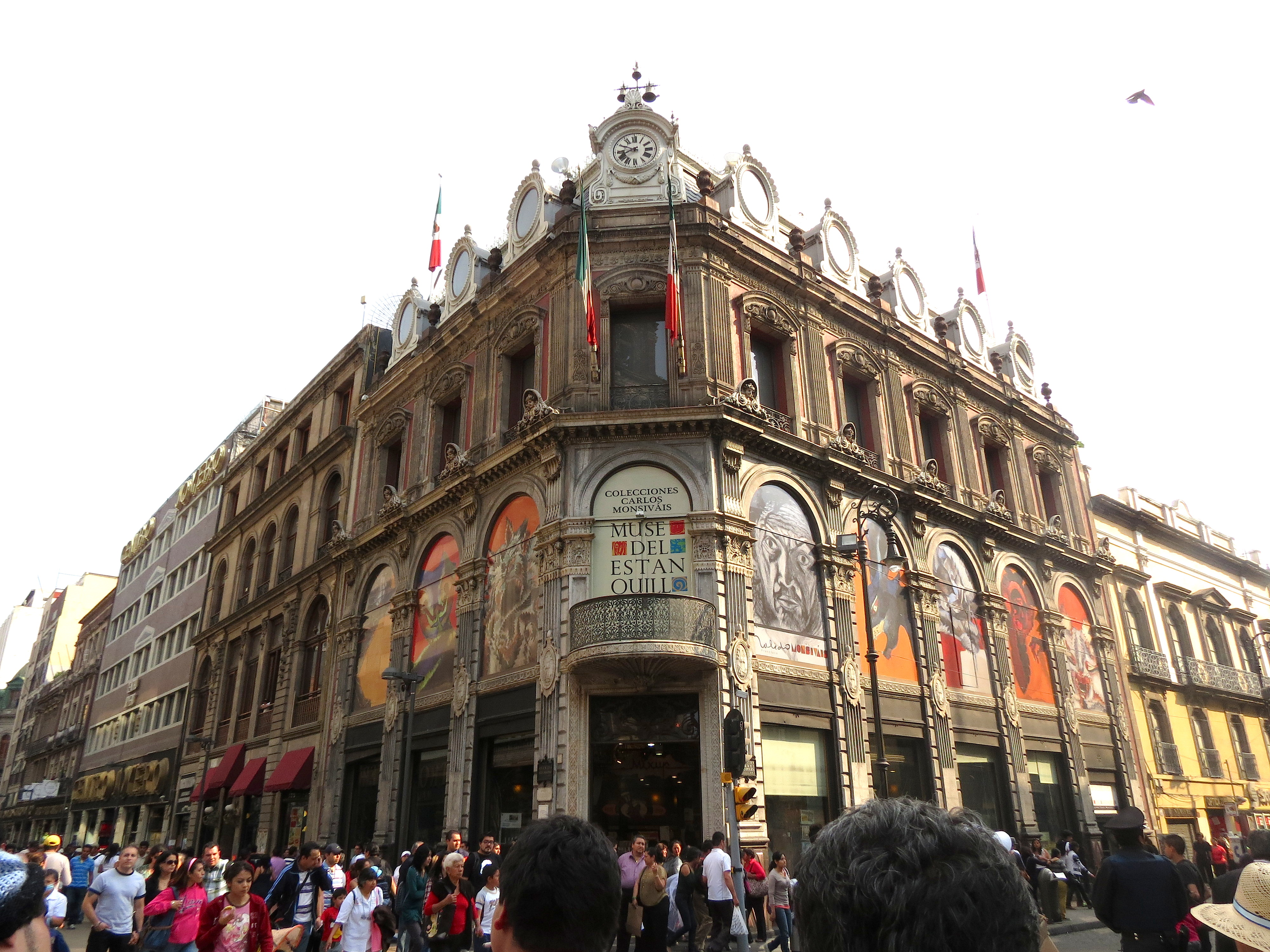

马德罗大街（Francisco I. Madero Avenue）是墨西哥城市中心的一条繁华的人行街，东西走向，东起宪法广场，西到Eje Central街。
以墨西哥革命领袖弗朗西斯科·马德罗总统命名。
马德罗大街自殖民时代以来，一直是墨西哥城最繁华的街道之一，也是该市在阿兹特克都城遗址上最早开辟的街道之一。

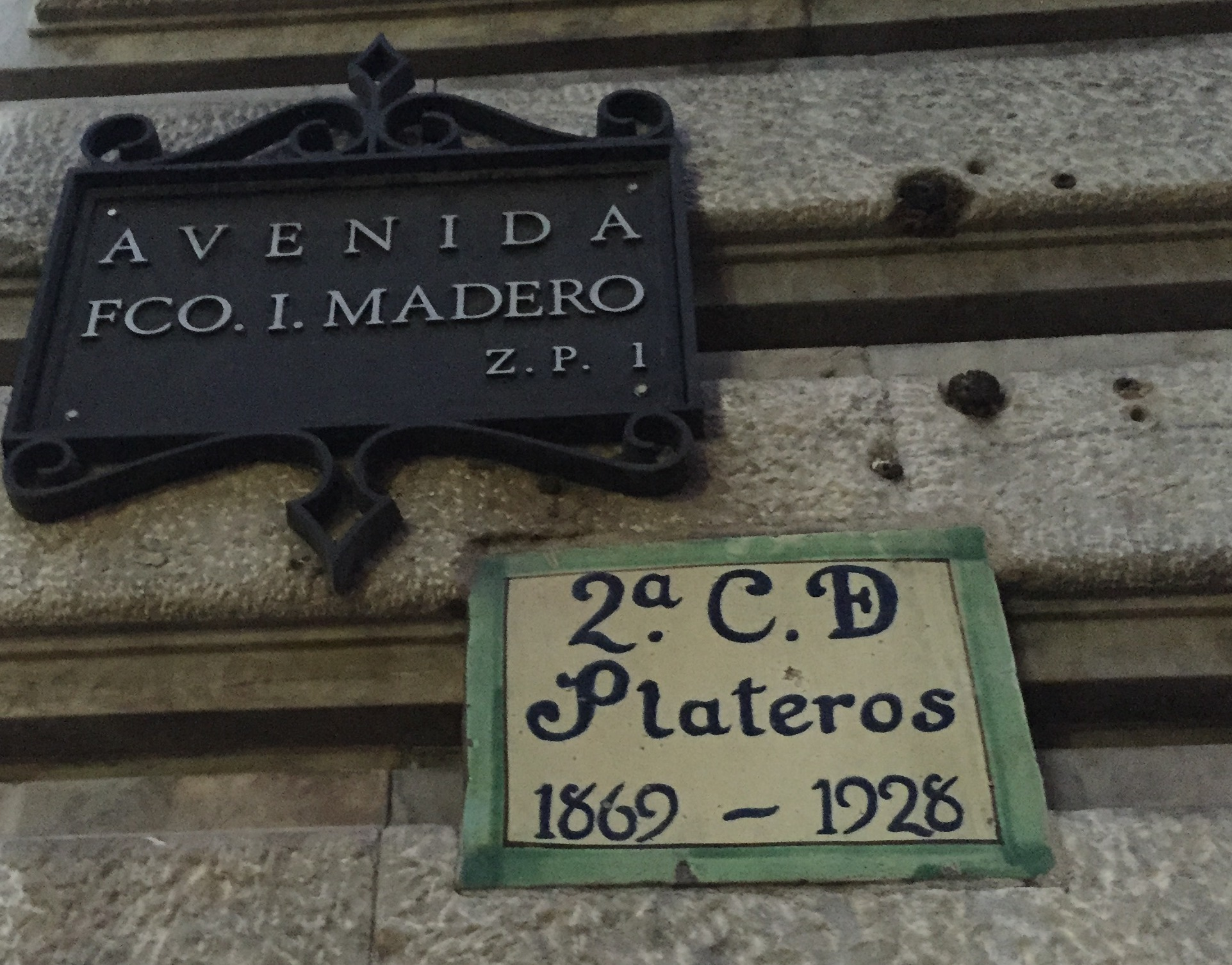

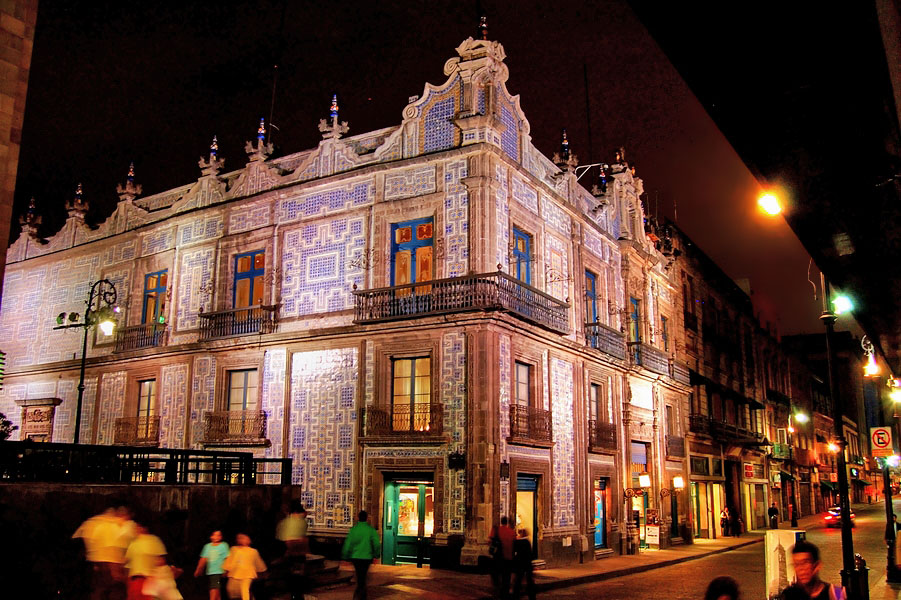
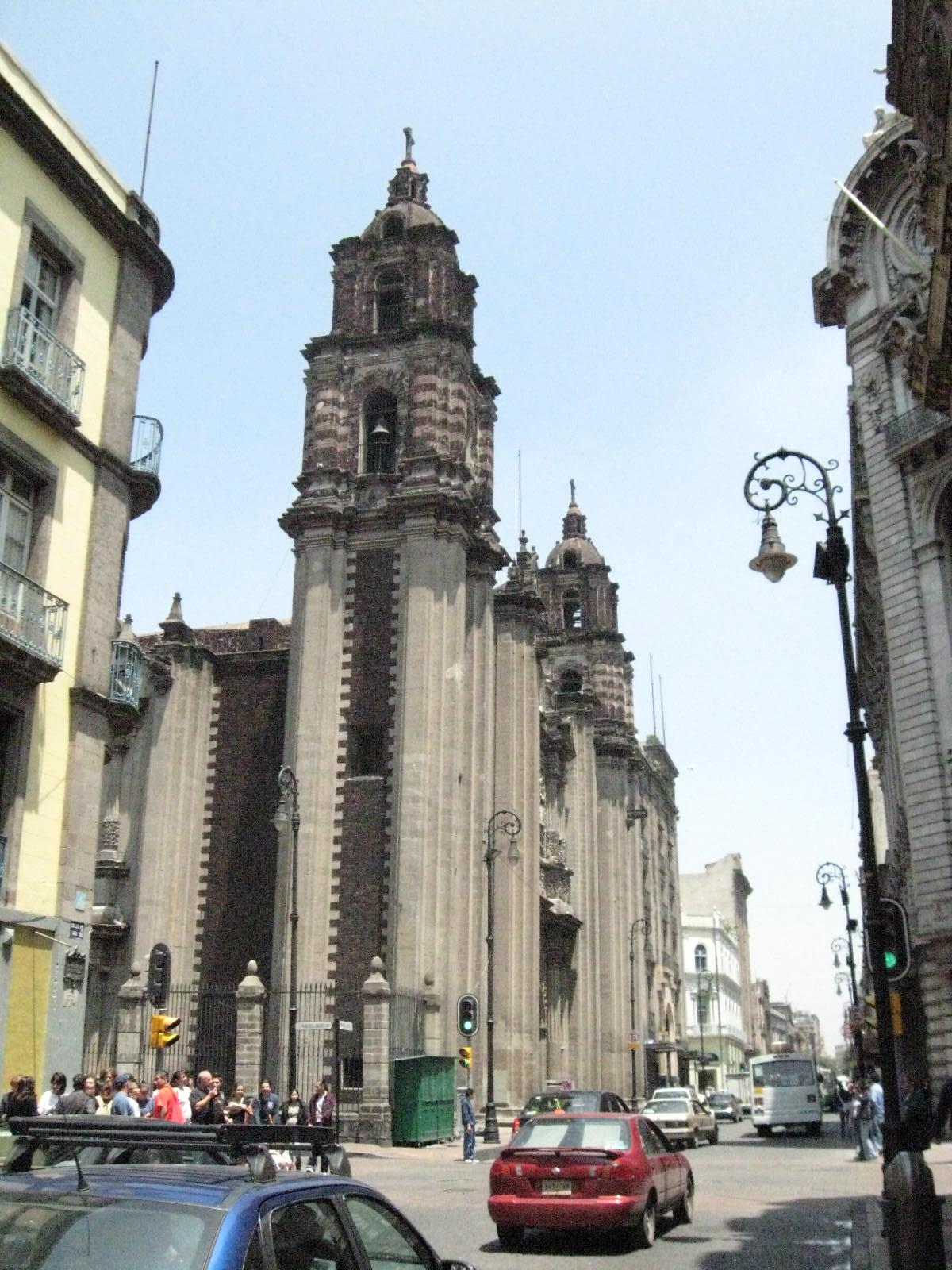
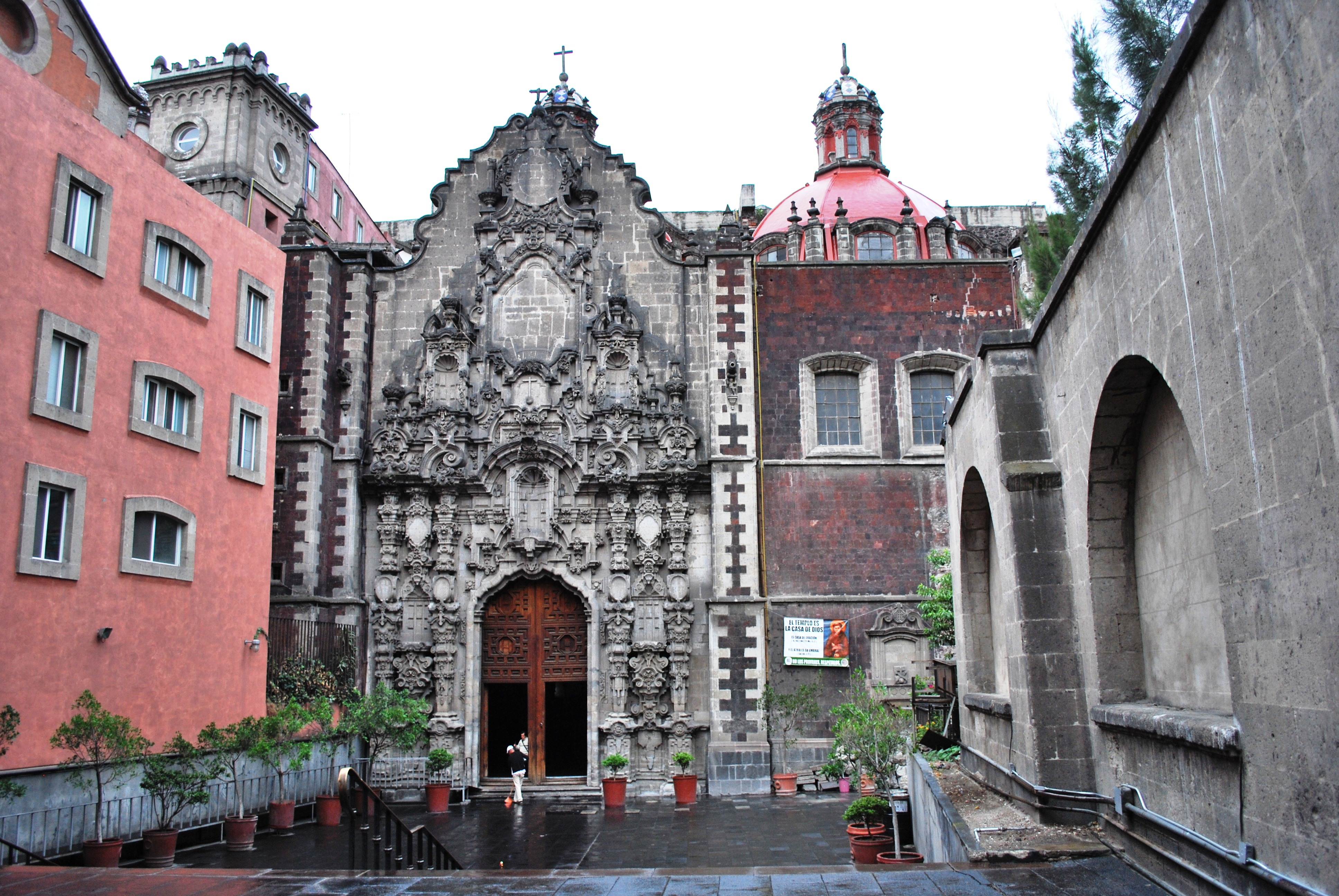
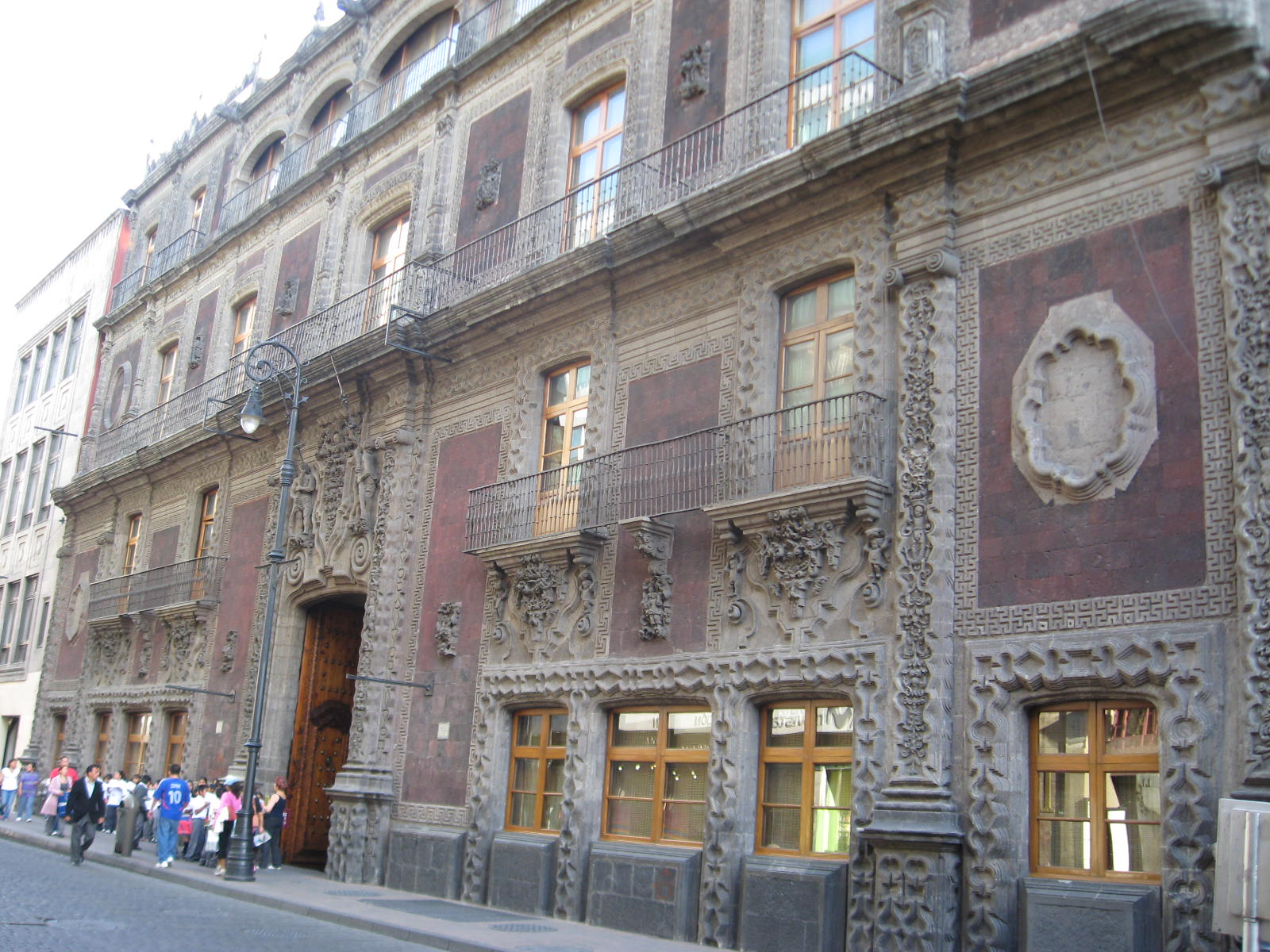